# Гротто-Слепиковский, Бронислав Владиславович
Бронислав Владиславович Гротто-Слепиковский (Слепиковский) (1863—1905) — штабс-капитан, командир русского партизанского отряда, действовавшего на Южном Сахалине в период русско-японской войны 1904—1905 гг.

## Биография
Из дворян Псковской губернии. Римско-католического вероисповедания.
Окончил Вологодское реальное училище и Виленское пехотное юнкерское училище (1883 года выпуска по 2-му разряду прапорщиком в 107-й пехотный Троицкий полк).
В 1886 году был произведен в подпоручики с переводом в 11-й резервный батальон. В период с 1886 года по 1891 год был последовательно переводим для уравнения офицерских вакансий: в 3-й Варшавский крепостной батальон, 1-й Зегржский полк и, наконец, в 16-й пехотный Ладожский полк, где и прослужил с 1891 года по 1904-й, достигнув чина штабс-капитана.
В августе 1904 года выступил с полком на театр военных действий в роли младшего офицера роты. Полк прибыл в Манчжурию в октябре, и до конца января следующего года Гротто-Слепиковский временно командовал ротами, участвуя в нескольких делах, подробности которых пока неизвестны. В конце января 1905 года Гротто-Слепиковский был назначен начальником партизанского отряда на Корсаковский пост на Сахалине, где и получил в командование Чеписанский отряд, состоявший из 4й дружины и одного пулемета, всего в составе 175 человек и 36 лошадей.
Отряд был сформирован из бывших каторжников и ссыльнопоселенцев под командой кадровых офицеров. Б. В. Гротто-Слепиковский погиб в бою с японским десантом у озера Тунайча. Часть партизан была взята японцами в плен и за исключением заместителя командира — кадрового офицера — была расстреляна как бандиты. В числе расстрелянных были и присоединившиеся к отряду жены нескольких партизан.

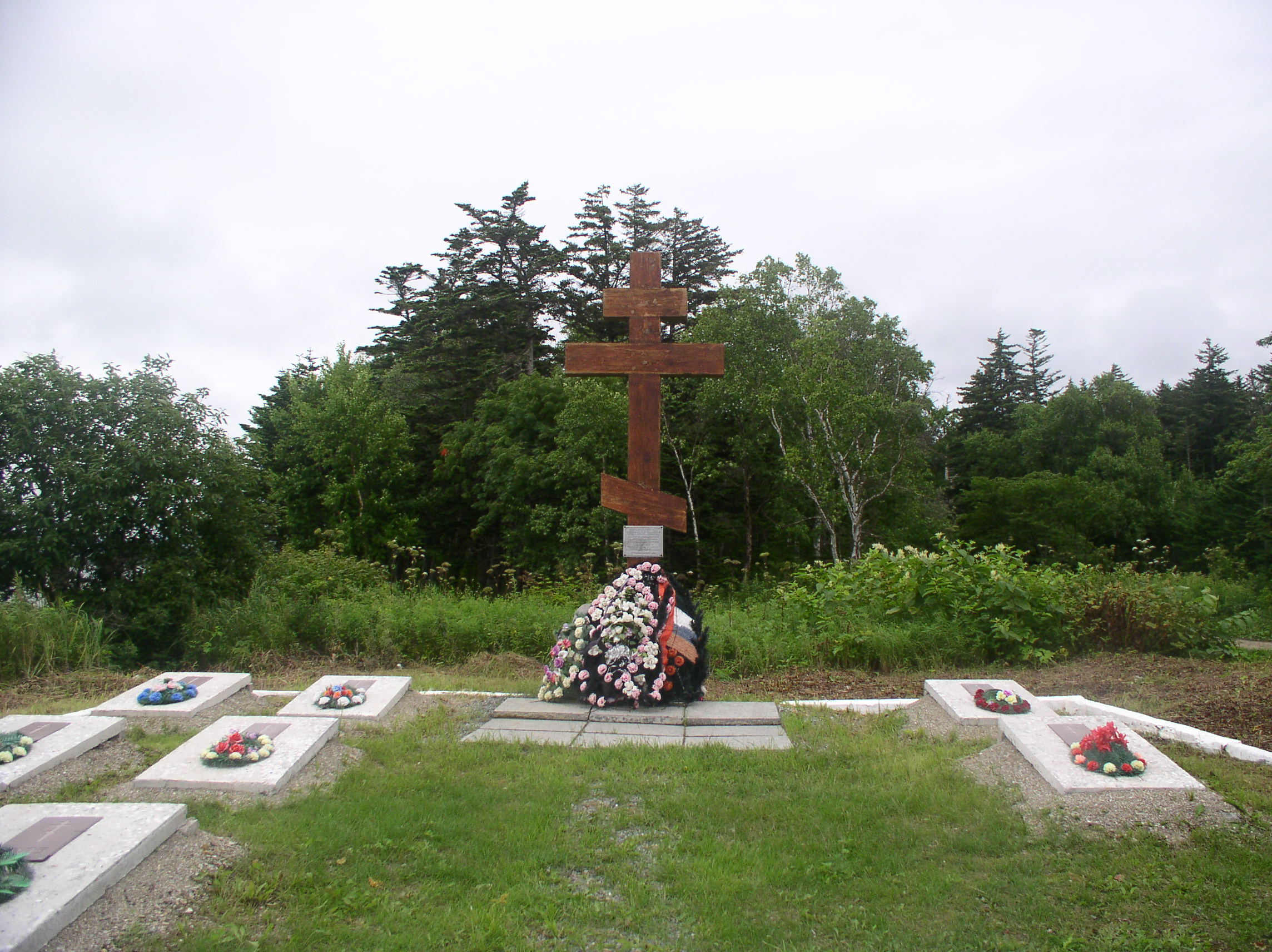
Мемориал на месте перезахоронения останков членов 2-го партизанского отряда.

Останки 2-го партизанского отряда, командиром которого был Б. В. Гротто-Слепиковский, перезахоронены в братских могилах на южном берегу озера Тунайча, что входит в границы муниципального образования «Городской округ Корсаковский», в период с 1989 года по 1998 годы членами ЮСМОО «МПО Франтирер». На месте перезахоронения воздвигнут мемориальный комплекс, являющийся объектом историко-культурного наследия муниципального значения.

## Память
Мыс Слепиковского в Холмском районе был назван именно в честь павшего штабс-капитана.
В честь Б. В. Гротто-Слепиковского названа гора Слепиковского на острове Сахалин.